# Пограничные сторожевые корабли проекта 22100
Пограничные сторожевые корабли проекта 22100 «Океан» — серия российских пограничных сторожевых кораблей (ПСКР) 1-го ранга ледового класса ближней и дальней морской зоны. Категория по правилам классификации и постройки судов Российского морского регистра судоходства — Arc4.
В проект этого корабля заложены новые возможности по охране водных рубежей государственной границы, а также морских биологических ресурсов исключительной экономической зоны и континентального шельфа Российской Федерации. ПСКР также предназначены для патрулирования дальних морских и океанских зон, а также возможно их использование для борьбы с пиратами и террористами, незаконной миграцией и оборотом наркотических средств, для пресечения контрабанды, участия в аварийно-спасательных операциях и тушения пожаров на судах.
Предполагаются что корабли серии должны заменить корабли проектов 11351 «Нерей» и 97П.

## Проект
Проект представляет собой специально разработанный в Центральном морском конструкторском бюро «Алмаз» для нужд береговой охраны (БОХР) России, а не адаптированный вариант проекта боевого корабля или вспомогательного судна ВМФ. Главный конструктор Борис Аврамович Лейкис.
Разработка корабля началась в 2009 году, а полноценное проектирование — в 2011 году. В конструкцию заложены возможности ледового хода — до 80 сантиметров поверхности ледового поля. Согласно техзаданию, первые корабли будут эксплуатироваться на Крайнем Севере и Дальнем Востоке, но они способны вести работу и в тропиках.
По первоначальному проекту на корабли серии должны были устанавливаться четыре дизельных двигателя 16V4000M90 немецкой компании «MTU» и редукторов «ZF» (на первом корабле). Но из-за введённых в 2014 году санкций устанавливаются российские дизеля. По информации СМИ от 26 июня 2019 года пограничные сторожевые корабли проекта 22100 с 2016 года выпускаются полностью на 100 процентов из отечественных комплектующих. Главная энергетическая установка состоит из двух ДРРА-6000 на базе двух дизелей 16Д49 «Коломенский завод» и двух реверс-редукторов РРП6000  ПАО «Звезда», локальная электронная цифровая система управления «Пурга-11» НПО «Аврора», об этом в интервью «Звезде» сообщил гендиректор АО «Зеленодольский завод им. А. М. Горького» Александр Карпов.
Особое внимание уделено созданию благоприятных бытовых условий для экипажа корабля и приписного состава. Отмечается, что каюты нового ПСКР, в каждой из которых предусмотрен санузел, рассчитаны на двух человек. Круглосуточно в течение всей службы благодаря двум опреснителям будет подаваться горячая и холодная вода. Бытовые и служебные помещения рассчитаны на комфортное несение службы.

### Вооружение
Вооружение включает одну 76,2-мм автоматическую артиллерийскую установку АК-176МА и два 14,5-мм крупнокалиберных пулемёта на морских тумбовых установках МТПУ. Два гранатомета МРГ-1 или ДП-64. ПЗРК «Игла», «Верба» 16 пусковых установок. Предусмотрена площадка для взлёта и посадки одного вертолёта типа Ка-27ПС, а также ангар для его хранения. Возможно использование с борта БПЛА Gorizont G-Air S-100. В корме предполагалось разместить устройство для спуска на воду и подъёма бортовых досмотровых катеров на ходу корабля, однако впоследствии от него отказались. Заложена возможность установки ударного ракетного вооружения.

## История строительства
Строительство кораблей ведётся на Зеленодольском заводе имени А. М. Горького. Церемония закладки головного сторожевого корабля проекта 22100 (заводской № 111) состоялась 30 мая 2012 года. В 2014 году на «БИЗНЕС Online» появилась информация, что зеленодольский завод им. Горького получил заказ на пять кораблей этого проекта.
В апреле 2015 года был согласован контракт на строительство двух кораблей проекта. Стоимость каждого корабля составила 8,66 млрд руб. (заводской № 112 и заводской № 113). Их закладка прошла 15 июля 2015 года.
Планируется, что после создания конструкторской и прочей документации строительство кораблей серии будет производиться быстрее, чем головного.

## Представители
| № | Название                   | Бортовой № | Заводской № | Закладка   | Спуск на воду | Передча заказчику | Место службы                                                                                   | Примечания                                                      |
| - | -------------------------- | ---------- | ----------- | ---------- | ------------- | ----------------- | ---------------------------------------------------------------------------------------------- | --------------------------------------------------------------- |
| 1 | «Полярная звезда»          | 511        | 111         | 30.05.2012 | 21.05.2014    | 17.12.2016        | БОХР ПС ФСБ России по западному арктическому району. Базирование г. Мурманск.                  | В строю                                                         |
| 2 | «Петропавловск-Камчатский» | 262        | 112         | 15.06.2015 | 01.06.2018    | 03.12.2019        | БОХР ПС ФСБ России по восточному арктическому району. Базирование г. Петропавловск-Камчатский. | В строю                                                         |
| 3 | «Анадырь»                  | 260        | 113         | 28.04.2017 | 14.06.2019    | 16.08.2023        | БОХР ПС ФСБ России по восточному арктическому району. Базирование г. Петропавловск-Камчатский. | В строю                                                         |
| 4 |                            |            |             |            |               |                   |                                                                                                | Закладка отложена. Планировалось подписание контракта в 2020 г. |
| 5 |                            |            |             |            |               |                   |                                                                                                | Закладка отложена. Планировалось подписание контракта в 2020 г. |